# La Seine Musicale
La Seine Musicale je centar za glazbu i scenske umjetnosti smješten na Île Seguin, otoku u rijeci Seini između Boulogne-Billancourta i Sèvresa, na zapadnoj periferiji Pariza u Francuskoj.

## Program
La Seine Musicale otvorena je 22. travnja 2017. koncertom Orquestra Insula, uz pratnju Cor Accentusa, pod ravnanjem Laurencea Equilbeya. Tijekom prvog tjedna, 21. travnja 2017., Bob Dylan postao je prvi umjetnik koji je tamo održao glazbeni koncert. Dana 8. prosinca 2018., na tom mjestu održano je završno izvlačenje za Svjetsko prvenstvo u nogometu za žene 2019.
Dana 20. svibnja 2021. Europska radiodifuzna unija (EBU) i francuska televizija France Télévisions objavile su da će to mjesto biti domaćin Dječjeg natjecanja za pjesmu Eurosonga 2021. Natjecanje, koje će se održati 19. prosinca 2021., bit će prvi put da Francuska ugošćuje natjecanje i prvi eurovizijski događaj održan u zemlji od natjecanja mladih plesača Eurosonga 1999. u Lyonu.